# UTC+13:45

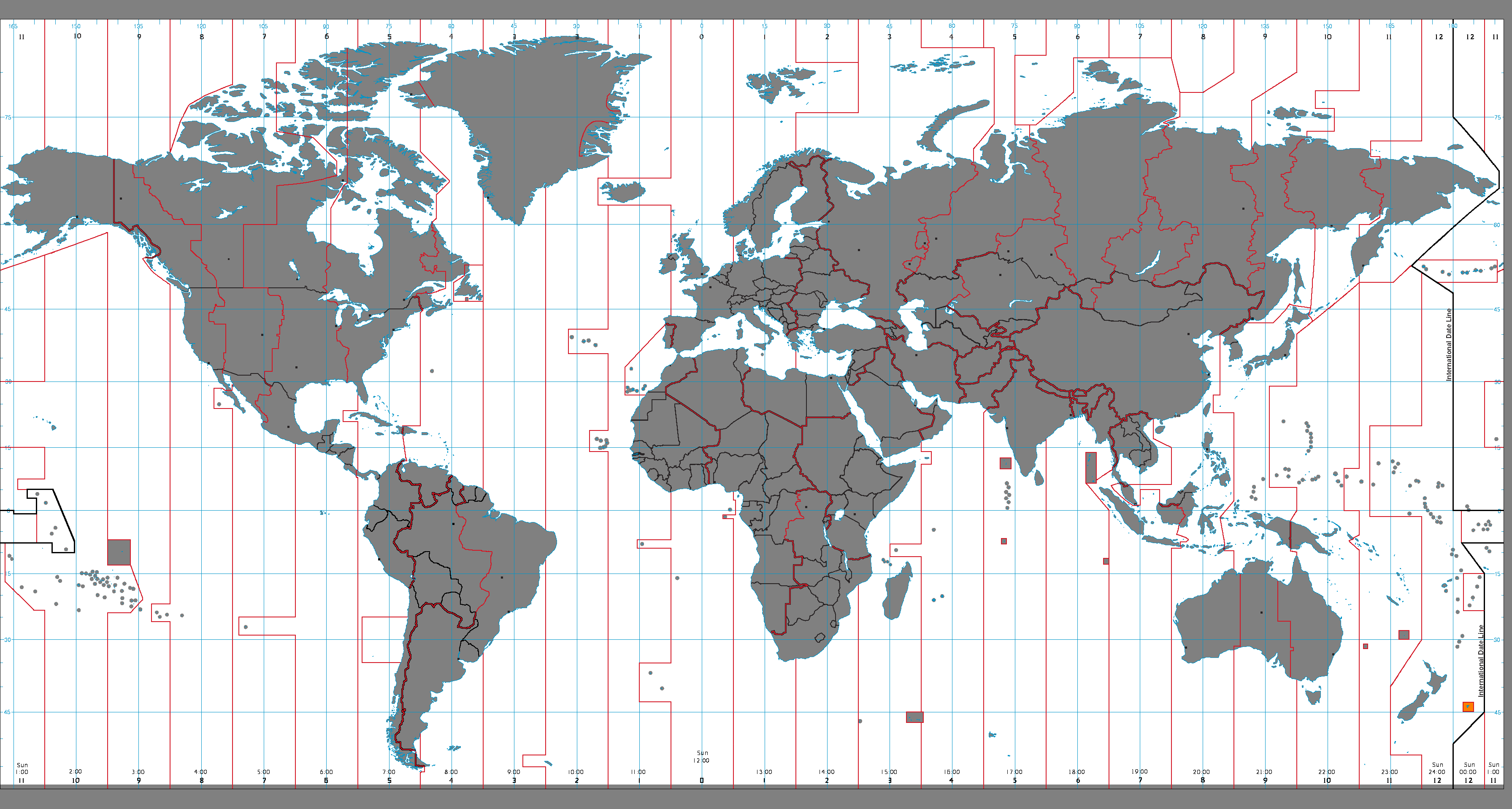
UTC+13:45
Süd-Sommerzeit

UTC+13:45 ist eine Zonenzeit, welche nur auf den neuseeländischen Chatham-Inseln als Sommerzeit genutzt wird. Auf Uhren mit dieser Zonenzeit ist es dreizehndreiviertel Stunden später als die koordinierte Weltzeit und zwölfdreiviertel Stunden später als die MEZ.

## Geltungsbereich

### Sommerzeit (Südliche Hemisphäre)
- Neuseeland
  - Chatham-Inseln